# A Jungle Gentleman
A Jungle Gentleman è un cortometraggio muto del 1919 scritto e diretto da Fred C. Fishback

## Produzione
Il film fu prodotto dalla Century Film.

## Distribuzione
Distribuito dall'Universal Film Manufacturing Company, il film - un cortometraggio in due bobine - uscì nelle sale cinematografiche USA il 10 aprile 1919.